# Gronauerfeld
Gronauerfeld ist ein ehemaliger Wohnplatz auf dem Gebiet des heutigen Stadtteils Stadtmitte der Stadt Bergisch Gladbach  im Rheinisch-Bergischen Kreis.

## Lage und Beschreibung
Das Gronauerfeld (ma. em Jroneveil) war eine alte Häuserzeile im Osten von Gronau, dort, wo jetzt der westlichste Teil der Fußgängerzone ist.

## Geschichte
Das Gronauerfeld wurde 1595 erstmalig erwähnt. 1765 wurde anlässlich einer Vermessung festgehalten, dass das Feld zum Gladbacher Fronhof gehörte und der Honschaft Gronau zugehörig war.
Unter der französischen Verwaltung zwischen 1806 und 1813 wurde das Amt Porz aufgelöst und Gronauerfeld wurde politisch der Mairie Gladbach im Kanton Bensberg zugeordnet. 1816 wandelten die Preußen die Mairie zur Bürgermeisterei Gladbach im Kreis Mülheim am Rhein. Mit der Rheinischen Städteordnung wurde Gladbach 1856 Stadt, die dann 1863 den Zusatz Bergisch bekam.
Der Ort ist auf der Topographischen Aufnahme der Rheinlande von 1824, auf der Preußischen Uraufnahme von 1840 und ab der Preußischen Neuaufnahme von 1892 auf Messtischblättern und anderen topografischen Karten regelmäßig ohne Namen verzeichnet.
| Jahr | Einwohner | Wohn- gebäude | Kategorie |
| ---- | --------- | ------------- | --------- |
| 1845 | 151       | 14            | Hofstelle |
| 1871 | 224       | 17            | Hofstelle |
| 1885 | 169       | 17            | Wohnplatz |